# Neptis yessonensis
Neptis yessonensis är en fjärilsart som beskrevs av Hans Fruhstorfer 1913. Neptis yessonensis ingår i släktet Neptis och familjen praktfjärilar. Inga underarter finns listade i Catalogue of Life.